# Manolo Gabbiadini
Manolo Gabbiadini (Calcinate, 1991. november 26. –) olasz válogatott labdarúgó, jelenleg[mikor?] az olasz Sampdoria csatára.

## Pályafutása

### A válogatottban
2012 Augusztusában debütált a felnőtt válogatottban.